# Natalia Skrzypkowska
Natalia Skrzypkowska (née Nuszel le 23 février 1989 à Gdańsk) est une joueuse de volley-ball polonaise. Elle mesure 1,80 m et joue au poste de réceptionneuse-attaquante. 

## Clubs
| Club                             | De        | À         |
| -------------------------------- | --------- | --------- |
| Gedania Gdańsk                   | 1999-2000 | 2008-2009 |
| Atom Trefl Sopot                 | 2009-2010 | 2010-2011 |
| MKS Dąbrowa Górnicza             | 2011-2012 | 2012-2013 |
| Budowlani Łódź                   | 2013-2014 | 2014-2015 |
| MKS Muszyna                      | 2015-2016 | 2015-2016 |
| BKS Stal Bielsko-Biała           | 2016-2017 | 2016-2017 |
| AZS KSZO Ostrowiec Świętokrzyski | 2017-2018 | 2017-2018 |
| MKS Radomka Radom                | 2018-2019 | 2018-2019 |
| ŁKS Łódź                         | 2019-2020 | 2019-2020 |
| PTPS Piła                        | 2020-2021 | …         |

## Palmarès
- Coupe de Pologne
  - Vainqueur : 2012, 2013.
- Championnat de Pologne
  - Finaliste : 2011, 2013.
- Supercoupe de Pologne
  - Vainqueur : 2012.
  - Finaliste : 2019.